# .cr

.cr은 코스타리카의 인터넷 국가 코드 최상위 도메인이다.
Croatia의 앞 두 글자와 같아 혼동할 수 있으나, 크로아티아의 인터넷 국가 코드 최상위 도메인은 .hr이다.

## 2차 도메인
- ac.cr: 학술, 대학교
- co.cr: 영리
- ed.cr: 교육 (단과 대학, 고등학교 등)
- fi.cr: 은행과 같은 재정 시설
- go.cr: 정부
- or.cr: 비영리 단체
- sa.cr: 건강 관련 시설.